# José de Nebra
José Melchor Baltasar Gaspar Nebra Blasco (né à Calatayud le 6 janvier 1702 et décédé à Madrid le 11 juillet 1768) est un organiste et un compositeur espagnol,,.

## Biographie
Fils de José Antonio Nebra Mezquita (es) (1672-1748), organiste de la cathédrale de Cuenca et maître des enfants de chœur entre 1711 et 1729, il reçoit des leçons de musique de son père. Ses frères se consacrent également à la musique, comme Francisco Javier Nebra Blasco (es) (1705-1741), organiste à La Seo, à Saragosse.
Vers 1719, Nebra devient organiste du monastère des Déchaussées royales à Madrid, dont le maître de chapelle est José de San Juan (es). Vers 1723, il commence à composer de la musique scénique qu'il vend dans les théâtres de Madrid. En 1724, Nebra est nommé second organiste de la Chapelle Royale, mais après la mort de Louis I et le retour au trône de Philippe V, il devient surnuméraire. 
La raison de son retrait des scènes madrilènes entre 1731 et 1737, interrompue seulement par la création en 1733 de Venus y Adonis, n'est pas connue. Son effacement pendant cette période a pu être expliqué par le succès dont jouissaient alors des maîtres italiens, notamment Francesco Corradini ; cependant, à la même époque, d'autres compositeurs espagnols, tels Diego de Lana ou José de San Juan, continuent à créer des œuvres théâtrales.
En 1737, Nebra effectue son retour dans la vie théâtrale madrilène, qu'il semble dominer dans les années 1740, notamment après le succès de la zarzuela Viento es la dicha de Amor en 1743. Il collabore alors régulièrement avec José de Cañizares et Nicolas Gonzalez Martinez, qui signe en 1768 son testament, mais met également en musique des adaptations castillanes de livrets italiens de Métastase. 
En 1751 il devient vice-maître de la Chapelle Royale, ce qui marque son retrait des scènes de Madrid. À partir de 1761, il est professeur de clavicorde de l'infant don Gabriel.
Après l'incendie de l'Alcázar royal de Madrid  en 1734, dans lequel a disparu complètement la collection de musique sacrée de la Chapelle Royale, il se consacre, avec Antonio de Literes, à la composition. Il devient responsable des Archives de musique de la Chapelle Royale, dont le patrimoine s'enrichira non seulement des œuvres de Nebra et Literes, mais également par l'achat d'œuvres de Francesco Corselli, maître de la Chapelle Royale à cette époque, José de Torres, Felipe Falconi, Scarlatti, Leo, Sarro, Farantino, etc.
La vie de José de Nebra, qui semble avoir été de mœurs discrètes, régulières et très religieuses, reste peu connue. Organiste réputé, il semble avoir entretenu de bons rapports avec Domenico Scarlatti et préface le traité La llave de la modulacion du hiéronymite Antonio Soler. Dans son testament du 9 juillet 1768, qui précède de deux jours son décès le 11 juillet, il demande à être enseveli revêtu de l'habit de l'ordre dominicain.

## Œuvres
De Nebra sont conservés de nombreuses messes, des psaumes, des litanies et un Stabat Mater à l'Archivo Real. Pour la mort de la reine Bárbara de Braganza il a composé un Requiem. Il a écrit une cinquantaine d'opéras, sérénades et zarzuelas, parmi lesquelles Iphigenia en Tracia et Viento es la dicha por amor.

### Opéras
- Amor aumenta el valor (3r acte) (1728)
- Venus y Adonis (1731)
- Más gloria es triunfar de sí. Adriano en Siria (1737)
- No todo indicio es verdad y Alexandro en Asia (1744)
- Antes que zelos y amor, la piedad llama al valor y Achiles en Troya (1747)

### Zarzuelas
- Las proezas de Esplandián y el valor deshace encantos (1729)
- Amor, ventura y valor logran el triunfo mayor (1739)
- Viento es la dicha de amor (1743)
- Donde hay violencia, no hay culpa (1744)
- Vendado es Amor, no es ciego (1744)[5]
- Cautelas contra cautelas y el rapto de Ganimedes (1745)
- La colonia de Diana (1745)
- Para obsequio a la deydad, nunca es culto la crueldad. Iphigenia en Tracia (1747)
- No hay perjurio sin castigo (1747)

## Discographie
- 2001 - Miserere en sol mineur Al Ayre Español.  Deutsche Harmonia Mundi.
- 2005 - La Cantada española en América Harmonia Mundi Ibérica 98706
- 2006 - Arias de Zarzuelas Al Ayre Español dir. Eduardo López Banzo (es). Harmonia Mundi.
- 2010 - Amor Aumenta El Valor Los Músicos de Su Alteza (en), Alpha.
- 2011 - Esta Dulzura Amable Cantatas. Al Ayre Español dir. Eduardo López Banzo (es). Challenge Classics.
- 2011 - Iphigenia en Tracia El Concierto español dir. Emilio Moreno. Glossa.
- 2019 - Requiem. La Madrileña - Coro Victoria - Schola Antiqua, dir. José Antonio Montaño. Pan Classics.
- 2025 - Venus y Adonis Los Elementos, dir. Alberto Miguélez Rouco. Aparte.